# Барнуковка (железнодорожная станция)
Барнуковка — железнодорожная станция в Балтайском районе Саратовской области. Входит в состав сельского поселения Барнуковское муниципальное образование.

## География
Находится на железнодорожной линии Аткарск-Сенная на расстоянии примерно 16 километров по прямой на юг-юго-восток от районного центра села Балтай, в 3 километрах на юго-запад от села Барнуковка.

## Население
Население составляло 77 человек в 2002 году (русские 81%),  58 в 2010.